# Cantó de Tannay
El cantó de Tannay és un cantó francès del departament del Nièvre, situat al districte de Clamecy. Té 20 municipis i el cap és Tannay.

## Municipis
- Amazy
- Asnois
- Dirol
- Flez-Cuzy
- Lys
- La Maison-Dieu
- Metz-le-Comte
- Moissy-Moulinot
- Monceaux-le-Comte
- Neuffontaines
- Nuars
- Ruages
- Saint-Aubin-des-Chaumes
- Saint-Didier
- Saint-Germain-des-Bois
- Saizy
- Talon
- Tannay
- Teigny
- Vignol

## Història
| Data d'elecció                           | Identitat      | Partit                                             | Qualitat |
| ---------------------------------------- | -------------- | -------------------------------------------------- | -------- |
| 1949-1973                                | Jean Chaigneau | divers droite, després CIR, després sense etiqueta |          |
| 1973-1992                                | André Grosjean | PS                                                 |          |
| 1992-                                    | Philippe Nolot | Divers droite                                      |          |
| les dades anteriors no són pas conegudes |                |                                                    |          |
|                                          |                |                                                    |          |

## Demografia
| A partir de 1990: Població sense dobles comptes |